# Чорний список
Чорний список — список або перелік людей (організацій, населених пунктів тощо), яким з тої або іншої причини відмовлено у здобутті певних привілей, доступу, сервісу чи визнання. Додати до чорного списку — означає заборонити комусь працювати у конкретному середовищі або вилучити когось з певного соціального кола.
І навпаки, білий список — це перелік суб'єктів, що були допущені до певного соціального кола чи до виконання певної роботи.
Термін «чорний список» може бути використаний в зневажливому сенсі. Мається на увазі, що людині було відмовлено у законному доступі до чого-небудь через невідповідні таємні дії тих, хто контролює доступ. Наприклад, людина, що обслуговуються з судової заборони за те, що вона погрожувала іншій особі, не буде розглядатися як занесення до чорного списку. Проте хтось, звільнений за викриття поганих умов праці в тій чи іншій компанії, потім систематично блокується від можливості знайти роботу в цій галузі. Чорний список не обов'язково вимагає фізичного списку або відвертого письмового запису.
Чорний список може бути офіційним і неофіційним. У процесі працевлаштування кандидати, що подають заяви на декілька посад, незалежно від їхньої кваліфікації, можуть незабаром бути проігнорованими під час деяких або усіх подальших процесів. Рішення занести кандидата до чорного списку може бути наслідком офіційно обговореного рішення групи людей або неофіційного вибору однієї людини. У минулому організації обмінювалися своїми чорними списками, щоб уникнути найму на роботу людей, які критикували керівників, не погоджувалися з їхніми діями. Люди, що були у чорному списку, не допускалися до роботи протягом декількох десятиліть.

## Історія
Згідно з Енциклопедією Витоків Слова та Фрази Генрі Голта, термін «чорний список» був вперше застосований англійським королем Карлом ІІ. Цей список містив прізвища п'ятдесяти восьми судів, що засудили його батька, Карла І, до смерті у 1649 році. Коли Карла ІІ було обрано на трон у 1660 році, тринадцять з них було засуджено до смерті та двадцять п'ять — до довічного ув'язнення. Іншим вдалося втекти.
Також в Енциклопедії увага звертається на те, що «білий список» не є протилежністю чорного списку, а є списком людей, допущених до працевлаштування.

## У медицині
Додати пацієнта(пацієнтів) до чорного списку означає відмовити йому (їм) у лікуванні. Причин тому може бути багато. В 1907 році Трансваальське Медичне Об'єднання в Південній Африці додавало пацієнтів до чорного списку, якщо вони були не здатні сплатити лікування заздалегідь.
Міністерство охорони здоров'я і соціальних служб США, ЗЗС, зробивши перевірку лікарень, визнали, що доповіді про випадки відсилалися тільки у 7 % часу. Більша частина (63 %) цих доповідей містили неточну інформацію. Повністю правдиві звіти надходили тільки у 2 % часу. У цьому прикладі перша група, лікарі, відкидала членів другої групи, пацієнтів, щоб виключити можливість точної доповіді про причини захворювань цих пацієнтів. Тобто лікарі заносили окремих пацієнтів (найчастіше пацієнтів з ятрогенними хворобами) до чорного списку заради уникнення внесення цих пацієнтів у доповіді.

## Обробка даних
В обробці даних та комп'ютерному середовищі чорний список — це свого роду система автентифікацій, яка відхиляє доступ для певного переліку користувачів, програм або мережевих адрес.

### Як вийти з чорного списку?
Багато спам-повідомлень є однією з головних причин того, що ваш IP потрапляє до чорного списку. Таким чином, якщо ви виявите, що перебуваєте в ньому, ви повинні крок за кроком вивести ваш IP вилучені зі списку. Перевірити свій IP ви можете, відвідавши один з DNSBL сайтів. Ви можете ввести свій IP, щоб перевірити статус, а потім отримати інструкції про те, як можна вийти з нього. Ключовим моментом тут є активність. Інтернет-провайдери хотіли б бачити, що ви намагаєтеся виправити ваші проблеми своєчасно.

## Нацизм
Чорний список нацистів містився у “Чорній книзі”, що містила у собі перелік 2,820 видатних громадян Великої Британії, таких, як Вінстон Черчилль та Бертран Рассел. Їх повинно було відправити до концентраційних таборів, у разі програшу Великої Британії у Битві за Британію та успішного завершення Плану «Зеельове» нацистської Німеччини.

## Голлівудський чорний список
Одним із найскандальніших списків є Голлівудський чорний список, створений у 1947 році. Він містив у собі прізвища сценаристів, кінематографістів та інших діячів культури й мистецтва, яких було запідозрено або звинувачено у комуністичних поглядах. Голлівудський чорний список був актуальним до 1960 року, коли стало відомо, що більшість «заборонених» осіб продовжувала працювати під псевдонімами.

## Акція «Чорний список» в Україні
Протягом багатьох років в Україні було полювання на проукраїнський бізнес. 
Найбільш відомим є знищення Градобанку (1997), свого часу найуспішнішого банку України, який багато років був чи не найбільшим меценатом української книги та культури. Банк було знищено, незважаючи на те, що на його захист виступав керівник Національного банку, згодом президент України Віктор Ющенко, знамениту колекцію картин Градобанку частково розграбовано.
Добре відома історія краху банку «Україна» (1998).
Знищення Градобанку стало знаковою подією. Після цього майже будь-яка фірма, яка підтримувала українську мову або культуру, фактично була ізгоєм, і приречена на третьорядне становище або знищення; якщо були винятки, то одинокі. Почала знищуватися українська преса: так, кілька місяців упродовж 2001 року не виходив Вечірній Київ, з січня по листопад 2004 були заборонені Сільські вісті.
25 липня 2017 року Всеукраїнське об'єднання «Свобода», «Національний корпус» та Національно-визвольний рух «Правий сектор» на спільній прес-конференції оголосили про початок безстрокової акції «Чорний список», з метою домогтися знищення ворожого та окупаційного бізнесу на території України.
Заяву про це зробили народний депутат України свободівець Андрій Іллєнко, нардеп Олег Петренко, депутат Київської міської ради від ВО «Свобода» Володимир Назаренко та представник «Національного корпусу» Олександр Алфьоров. Націоналістичні сили спільно формуватимуть чорний список компаній і ділків, які пов'язані з державою-окупантом, з метою домогтися ліквідації цього ворожого бізнесу на території України.
«Ми є абсолютно економічно незахищеними перед російською агресією. Україна має захистити свій економічний суверенітет, і якщо влада сама є колаборантом, наживаючись на окупаційному бізнесі, то завдання видворити ворожий бізнес мають на себе взяти небайдужі громадяни», ‒ сказав Андрій Іллєнко.
Володимир Назаренко повідомив, що Київрада ухвалила рішення, яким рекомендує всім фірмам, товариствам, установам незалежно від форми власности утриматися і припинити будь-які господарські відносити з суб'єктами господарювання РФ або суб'єктами, які підконтрольні фізичним особам з РФ.

## Інтернет та соціальні мережі
Чорні списки дуже поширені у соціальних мережах. До чорного списку потрапляють користувачі, які декілька разів порушували правила, встановлені на тому чи іншому вебсайті. Існують різні соціальні мережі, тому й причини внесення людини до чорного списку різні. Поширеними причинами тому є спам, пропаганди наркотиків чи алкогольних напоїв, порнографія та інші.

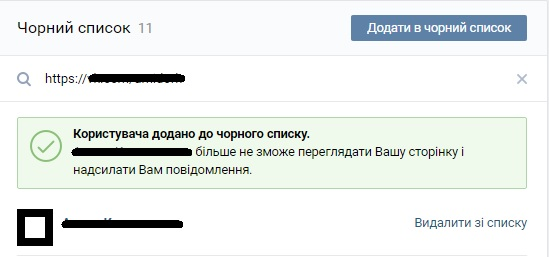
Додавання до чорного списку в соціальній мережі

Для блокування спам-повідомлень в системах електронної пошти існують чорні списки, засновані на DNS (DNSBL) або чорні списки в реальному часі (RBL).
Якщо яка-небудь IP-адреса була занесена до списків DNSBL, яка використовується яким-небудь поштовим сервером, цей сервер, ґрунтуючись на своїх налаштуваннях, може відхиляти, відмічати як спам, або повністю блокувати повідомлення, що надходять з внесеної в списки адреси.
Для користувача це може означати неможливість відправлення поштових повідомлень на такий сервер. Тобто, якщо у вас проблеми з відправленням пошти адресатам на якому-небудь поштовому сервері, в першу чергу, перевірте, можливо вашу IP було внесено в чорні списки.

## Пропозиція 8
Після прийняття “Пропозиції 8” у Каліфорнії її супротивники склали список її прихильників, опублікували цей список, організували групу активістів і почали бойкотувати на місцях роботи тих, хто підтримував Пропозицію 8, щоб спровокувати стрілянину або відставки співробітників. “Чад Гріффін”, політичний радник голлівудських керівників і прихильник одностатевих шлюбів, пояснив намір кампанії, сказавши: «Будь-хто, хто має гомофобні погляди і став відомим, написавши чек, ви можете очікувати бути публічно судимим. Через тривалий час, ви за це поплатитеся.» Після цього була суперечка щодо того, чи є це адекватною відповіддю на проходження Пропозиції 8 з боку тих, хто виступає проти нього.